# گزارش کامپیوتر
گزارش کامپیوتر نشریهٔ ماهانهٔ انجمن انفورماتیک ایران است. این نشریه از سال ۱۳۵۸ تاکنون منتشر شده‌است و فعلاً هر دو ماه یک بار چاپ می‌شود. مطالب این نشریه بیشتر مقالات علمی و فنی در زمینه‌های مختلف علوم رایانه است.

## بخش‌ها و مطالب
در طی سال بیست و ششم و بیست و هفتم انتشار، این نشریه به غیر از بخش ثابت «مقالات» و «گزارشات» (که گاهی با بخشی چون «مقالهٔ ویژه» یا «مقالهٔ دانشجویی» همراه می‌شوند) بخش‌های دیگری چون «دیدگاه» (مقاله‌ای از یکی از اعضای تحریریه) و گزیدهٔ اخبار انجمن و همچنین اخبار مربوط به دانش رایانه در سطح ایران و جهان را نیز شامل می‌شود.
گفتنی است، متن کتاب مشهور «Out of Their Minds» که سرگذشت تعدادی از پیشروترین و مشهورترین دانشمندان معاصر علم رایانه - مانند جان بکوس و دونالد کنوت - را نقل می‌کند، برای اولین بار در این مجله بصورت پاورقی با عنوان «در ذهن آنها چه گذشته‌است؟»  به زبان فارسی ترجمه و چاپ شد و سپس از سوی انجمن انفورماتیک ایران به شکل کتاب انتشار یافت.